# Станюкович, Владимир Фёдорович
Владимир Фёдорович Станюкович (2 сентября 1889, Черниговская губерния — после 1960 года, Стамбул) — русский военный лётчик, лётчик-испытатель, штабс-капитан, участник Первой мировой и Гражданской войны, командир 1-го армейского авиационного отряда, командир 11-го авиационного истребительного отряда, кавалер 6-и боевых наград, в том числе — кавалер ордена Святого Георгия 4-й степени.

## Биография
Родился 2 сентября 1889 года в дворянской семье в Черниговской губернии. Отец — Фёдор Фёдорович Станюкович — выпускник Рижского пехотного юнкерского училища, полковник (на момент выхода в отставку в 1906 году). Мать — Екатерина Петровна. Родственник знаменитого русского писателя-мариниста К. М. Станюковича.
В 1907 году окончил Сумской кадетский корпус. В тот же год поступил в Михайловское артиллерийское училище, которое окончил 6 августа 1910 года. Направлен в 46-ю артиллерийскую бригаду. 2 января 1913 года в звании поручика по личному прошению направлен в Офицерскую школу авиации Отдела воздушного флота. Окончил теоретические курсы авиации при Санкт-Петербургском Политехническом институте (ЦГИА СПб, ф.478, оп. 7, д 4, стр. 1 — 5), после чего обучался полётам в Севастопольской авиационной школе. 13 августа 1913 года, после прохождения положенных испытаний, получил звание «Военный лётчик». Направлен во 2-й корпусной авиационный отряд, в котором и встретил Первую мировую войну. За проведение разведывательных полётов 14.04.1915 года награждён орденом Святой Анны 3-й степени с мечами и бантом. 9 июня 1915 года удостоен ордена Святого Георгия 4-й степени:
«за то, что, получив приказание 3 ноября 1914 года вылететь с наблюдателем на разведку, с целью выяснить направление движения и силы неприятеля, действовавшего против фланга армии, выполнил свою задачу блестяще. Заметив подходившие к Ленчице и направленные в обход правого фланга армии колонны противника, спустил аппарат до 1000 метров и продолжал разведку на высоте 1000—1400 метров, что дало возможность верно и точно определить силы колонн в один корпус. Несмотря на сильный обстрел аэроплана противником ружейным и артиллерийским огнём, получив несколько пробоин, своевременно представил в штаб армии сведения, существенно повлиявшие на успешный ход операции, дав возможность принять меры против начавшегося в этот день обхода нашего фланга противником»
В январе 1916 года Владимир Станюкович назначен командиром 1-го армейского авиационного отряда. С 26.04.1916 года переведён на должность командующего в 11-й авиационный истребительный отряд, которым командовал до мая 1917 года. 29 ноября 1916 года произведён в штабс-капитаны. За время службы в этом отряде удостоен орденов Святого Станислава 2-й степени с мечами (20.08.1916 г.), Святого Владимира 4-й степени с мечами и бантом (25.08.1916 г.), Святой Анны 4-й степени (02.09.1916 г.).
26 мая 1917 года командирован во Францию в Русскую миссию в качестве лётчика-испытателя для приёмки летательных аппаратов. Знаменитый русский лётчик В. М. Ткачев в своей книге «Крылья России» о Владимире Станюковиче писал как о надёжном пилоте, поражавшем своей виртуозностью.
Октябрьский переворот не принял.
Вернулся в Россию, воевал в Вооруженных Силах Юга России (ВСЮР). Полковник.
Эвакуировался в Константинополь. Оставшиеся годы жил в Турции. Умер после 1960 года в Стамбуле.

## Награды
- орден Святого Станислава 3-й степени
- орден Святой Анны 3-й степени с мечами и бантом
- орден Святого Георгия 4-й степени
- орден Святого Станислава 2-й степени с мечами
- орден Святого Владимира 4-й степени с мечами и бантом
- орден Святой Анны 4-й степени